# 김정호 (1960년)
김정호(金禎鎬, 1960년 6월 18일~)는 대한민국의 정치인이다. 제20·21·22대 국회의원이다.

## 상세
1960년 제주도 북제주군(현 제주특별자치도 제주시) 추자도 신양리에서 태어났다.
1984년 11월 부산대학교 재학 중 민주화운동을 하다 구속, 노무현 변호사가 변론을 맡으며 첫 인연을 맺었다. 이후 부산지역에서 함께 재야운동을 했고, 2003년부터 참여정부 대통령비서실 총무비서관실 구매 및 인사 행정관, 기록관리비서관으로 일했다.
2018년, 경상남도지사 출마를 위해 사퇴한 김경수의 지역구 보궐선거에 출마하여 당선되었다.

## 학력
- 목포북교국민학교 졸업
- 삼성중학교 졸업
- 부산남고등학교 졸업
- 부산대학교 상과대학 경제학 학사

## 경력
- 부산민주시민협의회 조직교육부장
- 부산민족민주운동연합 조직국장
- 부산민족민주연합 사무차장
- 희망연대 상황실장
- 2003년 3월~2007년 12월: 대통령비서실 총무비서관실 구매 담당→인사 담당 선임행정관
- 2008년 1월~2008년 2월: 대통령비서실 기록관리비서관
- 2008년~: 봉하마을 대표이사
- 2010년~: 사람사는세상 노무현재단 상임운영위원
- 2015년~: 생활자치커뮤니티 우리동네사람들 이사
- 2017년 4월~2017년 5월: 제19대 대통령 선거 더불어민주당 문재인 대통령 후보 국민주권공동선거대책위원회 농업정책특보
- 2018년 6월 13일: 2018년 재보궐선거 당선(경남 김해시 을, 더불어민주당, 초선)
- 2018년 8월~: 더불어민주당 경상남도당 김해시 을 지역위원회 위원장
- 2018년 10월~2020년 10월: 더불어민주당 전국사회적경제위원회 위원장
- 2018년 10월~: 부울경 동남권관문공항 검증단장
- 2019년 5월~2020년 5월: 더불어민주당 원내부대표
- 2020년 4월 15일: 대한민국 제21대 국회의원 선거 당선(경남 김해시 을, 더불어민주당, 재선)
- 2020년 8월~2022년 8월: 더불어민주당 경상남도당 위원장
- 2022년 3월~2023년 5월: 더불어민주당 원내선임부대표
- 2022년 9월~2024년 10월: 더불어민주당 탄소중립위원회 위원장
- 2023년 10월~: 더불어민주당 검찰독재정치탄압대책위원회 검사범죄대응태스크포스 위원
- 2024년 4월 10일: 대한민국 제22대 국회의원 선거 당선(경남 김해시 을, 더불어민주당, 3선)
- 2024년 4월~2024년 12월: 더불어민주당 교육연수원 원장
- 2024년 6월~2024년 8월: 더불어민주당 중앙당 선거관리위원회 부위원장
- 2025년 6월~2025년 8월: 더불어민주당 중앙당 선거관리위원회 위원장
- 2025년 8월~: 더불어민주당 당대표 특보단 단장

### 의정 활동
- 2018년 6월 14일~2020년 5월 29일: 제20대 국회의원(경남 김해시 을, 더불어민주당, 초선)
  - 2018년 7월~2020년 5월: 제20대 국회 후반기 국토교통위원회 위원
  - 2019년 1월~2020년 5월: 제20대 국회 후반기 기획재정위원회 위원
  - 2019년 5월~2020년 5월: 제20대 국회 후반기 운영위원회 위원
  - 2019년 7월~2019년 8월: 제20대 국회 정치개혁특별위원회 위원
  - 2019년 8월~2020년 5월: 제20대 국회 후반기 예산결산특별위원회 위원
- 2020년 5월 30일~2024년 5월 29일: 제21대 국회의원(경남 김해시 을, 더불어민주당, 재선)
  - 2020년 6월~2022년 5월: 제21대 국회 전반기 산업통상자원중소벤처기업위원회 위원
    - 2020년 9월~2022년 5월: 제21대 국회 전반기 산업통상자원중소벤처기업위원회 예산결산소위원회 위원장

  - 2022년 1월~2023년 12월: 제21대 국회 2030 부산세계박람회 유치지원 특별위원회 위원
  - 2022년 7월~2024년 5월: 제21대 국회 후반기 산업통상자원중소벤처기업위원회 위원
  - 2023년 2월~2023년 6월: 제21대 국회 기후위기 특별위원회 위원
  - 2023년 6월~2024년 5월: 제21대 국회 기후위기 특별위원회 위원장
- 2024년 5월 30일~: 제22대 국회의원(경남 김해시 을, 더불어민주당, 3선)
  - 2024년 6월~: 제22대 국회 전반기 산업통상자원중소벤처기업위원회 위원
  - 2025년 3월~: 제22대 국회 기후위기 특별위원회 위원
  - 2025년 4월~: 제22대 국회 산불피해지원대책 특별위원회 위원장

## 전과
- 집회및시위에관한법률위반: 징역 1년 6월 - 1986년 3월 31일 선고[1]

## 역대 선거 결과
|  | 63.01% |

|  | 49.67% |

|  | 56.19% |

## 소속 정당
| 소속 정당 | 소속 정당    | 소속 기간 | 비고      |
| --------- | ------------ | --------- | --------- |
|           | 더불어민주당 | 2018~현재 | 정계 입문 |

## 같이 보기
- 김해시 을
- 김해시의 국회의원